# Lavlja vrata
Lavlja vrata (Lavlje dveri) je popularni naziv za monumentalni ulazni portal gradskih zidina u Mikeni iz oko 1400. – 1300. pr. Kr.
Mikena je oklopljena tzv. "kiklopskim zidinama" od nezgrapnih i nepravilnih kamenih gromada s dva trijumfalna ulaza od kojih je onaj veći, Lavlja vrata, sa svojom trilitskom strukturom (dva okomita dovratnika nose vodoravni arhitrav – gredu, težak 35 tona), nemaju ljupkosti ukrasa, usprkos plastički snažnom reljefu koji prikazuje dva sučeljena i danas krnja lava, sa stupom među njima. To je prvi monumentalni reljef stare Grčke.
Nad vratima sazidanim od tri teške kamene ploče ostavljen je trokutasti otvor u koji je umetnuta 70 cm debela ploča od vapnenca s dva lava u reljefu koji se prednjim šapama upiru o postolje središnjeg stupa. Mikenjani su tako na vješt i inovativan način riješili problem gradnje teškim materijalom iznad nadvratnika, jer je na ovaj način cijelo opterećenje bilo lučno preusmjereno s arhitrava na dovratnike. Od umetnutog trokutastog oblika iznad vrata nastat će zabat grčkog hrama. 
Ukrasni reljef upozorava da "kiklopski zidovi" nisu služili samo za sigurnost već i reprezentaciju. Glave lavova nedostaju, ali su zasigurno bili oblikovani da gledaju frontalno kako bi ispunili svoju ulogu zaštitnika ulaza.
Lavovi uokviruju naopaki minojski stup koji simbolizira božicu prirode Reju, kao da se klanjaju "gospodarici zvijeri". Prisutnost minojskog stupa je dokaz trgovine i putovanja između dvije susjedne civilizacije. 

## Poveznice
- Mikenska kultura
- Minojska kultura
- Mikena
- Umjetnost stare Grčke

## Vanjske poveznice
|  | Zajednički poslužitelj ima još gradiva o temi Lavlja vrata |